# ファンタスティック・ワールド
『ファンタスティック・ワールド』は、ユニバーサル・スタジオ・ジャパンのハリウッド・エリアで開催されていた屋外型のパークオリジナルミュージカルファンタジーショーである。2008年12月26日まで上演された。

## 概要
世界初となる映像を使った花びら型の可動式巨大ステージを使用して展開された壮大なミュージカル・ファンタジーショーである。ユニバーサル・スタジオ・ジャパンの完全オリジナル作品で、ダイナミックな舞台演出とストーリー性の高い構成が特徴となっている。
ショーのテーマソングには、WaTの楽曲「時を越えて-Fantastic World-」が起用され、感動的な音楽と映像、パフォーマンスが融合した唯一無二のエンターテインメントとして、多くのゲストに愛された。

## ストーリー
伝説の森に生まれたホワイトタイガーのホヌアとラニは、「いのちのゆりかご」の意味を探し求め、旅に出る。彼らは旅の中で、大地を駆ける動物たちから「大地は小さな種を大きな森に育てるお母さん」、空を舞う鳥たちから「空はいつもみんなを温かく見守るお父さん」、海に生きる魚たちから「海はいつでも楽しく寄り添ってくれる友達」と教えられる。しかし、答えにたどり着くことはできない。
やがて、彼らは真っ暗で誰もいないように感じられる場所にたどり着く。だが、目を凝らして見てみれば、耳を澄まして聞けば、そこには多くの声が響いていることに気付く。そこで二人が見つけたものとは何か――。「いのちのゆりかご」の意味とは……。

## 巨大可動式ステージ
ショーに合わせて動くしずく型のステージ（PPU）が2つと、それらを繋ぐブリッジ型ステージの合計3つのステージが使用される。これらはショーの時間になると、「スペース・ファンタジー・ザ・ライド」前に登場し、ダイナミックな演出を繰り広げる。
連結されたステージの全幅は約47メートル、高さは約13メートルに達する。しずく型ステージには、それぞれ12枚の花びら型のペタルが備わっており、自由に動く設計となっている。各ペタルには約27万個のLEDが取り付けられており、ショー中に多彩な映像演出を可能にしている。
さらに、ペタルは傾斜約48度の角度で動き、約8メートルの距離を移動することで、迫力ある視覚効果を生み出している。この革新的な巨大可動式ステージが、ショーの壮大な雰囲気を支えている。

## CD
パーク内では、ファンタスティック・ワールドの曲が収録されたCDが販売されている。
(現在は販売なし)

## ミュージカルナンバー
- The Crable of Life “いのちのゆりかご”
- Earth “大地”
- Sky “大空”
- Ocean “海”
- Fantastic World “ファンタスティック・ワールド”
- You are not Alone “ユー・アー・ノット・アローン”

## 作曲家
- アラン・リー・シルヴァ
- ティモシー・ウィリアムズ
- 寺嶋民哉
- 村松崇継